# Pteromonnina exaltata
Pteromonnina exaltata är en jungfrulinsväxtart som först beskrevs av Alfred William Bennett, och fick sitt nu gällande namn av B. Eriksen. Pteromonnina exaltata ingår i släktet Pteromonnina och familjen jungfrulinsväxter. Inga underarter finns listade i Catalogue of Life.